# 周渝民
周 渝民（ヴィック・チョウ、Vic Chou、チョウ・ユーミン、1981年6月9日 - ）は、台湾の人気アイドルグループ『F4』のメンバー。仔仔（ザイザイ）の愛称で知られる。父は中華人民共和国山東省出身、母は台湾のタイヤル族の原住民である（母親の詳細は不明）。中学の頃に両親が離婚。

## プロフィール
- 血液型 - O型
- 出身 - 台湾宜蘭県羅東鎮
- 身長 - 180cm
- 体重 - 66kg

## 来歴
- 2001年 - 友人が応募したドラマのオーディション会場へ付き添いとして出向いた際、偶然プロデューサーの目に留まり『流星花園〜花より男子〜』（花沢類役）にて俳優デビュー。その後、『流星花園〜花より男子〜』で共演した3人と共に『F4』を結成。
- 2002年 - 初のソロCD『Make A Wish』を発売。さらにフォトエッセイ集 『流浪夢』を発売。
- 2006年 - 写真集 『Vic Chou Taipei & Tokyo 4 faces』（日本版のみ）を発売。
- 2008年 - 『僕は君のために蝶になる』にて映画デビュー。
- 2015年11月10日、自身の新浪微博で女優、リーン・ユウ（喩虹淵）との結婚を発表。
- 2016年8月、長女が誕生[1]。

## 出演作品

### ドラマ
- 流星花園〜花より男子〜（原作：神尾葉子『花より男子』） （2001年）- 花沢類（花澤類） 役
- 山田太郎ものがたり〜貧窮貴公子〜（貧窮貴公子）（原作：森永あい『山田太郎ものがたり』） （2001年）- 山田太郎（太郎） 役
- 流星雨（原作：神尾葉子『花より男子』、台湾版オリジナルストーリー） （2001年）- 花沢類（花澤類） 役
- 流星花園II〜花より男子〜（台湾オリジナル脚本） （2002年）- 花沢類（花澤類） 役
- 部屋においでよ（來我家吧〜Come to My place〜）（原作：原秀則『部屋においでよ』） （2002年）- 中原健（張中原） 役
- Love Storm 狂愛龍捲風 （2003年）- 陸穎風 役
- 戦神〜MARS〜（原作：惣領冬実『MARS』） （2004年）- 樫野零（陳零）・樫野聖（陳聖） 役　※一人二役
- Silence〜深情密碼〜 （2006年）- 威偉易 役
- 美味関係〜おいしい関係〜（原作：槇村さとる『おいしい関係』） （2007年）- 織田圭二（方織田） 役
- 君につづく道（這裡發現愛） （2007年 - 2008年）- 許楽 役
- ブラック&ホワイト（痞子英雄〜Black&White〜） （2009年）- 陳在天 役
- ラストロマンス〜金大班〜 （2009年）- 盛月如 役
- 回家 （2012年）- 蘇台英 役
- 皇帝と私の秘密〜櫃中美人〜（櫃中美人） （2018年）- 李涵 役
- 如歌 〜百年の誓い〜（烈火如歌） （2018年）- 銀雪 役
- 大宋宮詞 〜愛と策謀の宮廷絵巻〜 （2021年） - 趙恒（真宗） 役
- 追撃者〜逆局〜 （2021年）- 梁炎東 役
- 另一種藍（ブルーもしくはブルー）（2024年）-柯巖　役
- 悪との距離２（2024年？）

### 映画
- 僕は君のために蝶になる（蝴蝶飛） （2008年）- 林旭東 役
- 闘茶〜Tea Fight〜 （2008年）- 楊（ヤン） 役
- 一万年愛してる（愛你一萬年） （2010年）- 呉奇鋒 役
- ファッションの達人（與時尚同居） （2011年）2012東京／長崎・中国映画週間で上映
- （新天生一對） （2012年）- 陳翰賓 役
- 楊家将〜烈士七兄弟の伝説〜（忠烈楊家将） （2013年）- 楊延安 役
- （早見晩愛） （2013年）- 顧彬 役
- （回到愛開始的地方）原名《愛的季節》 （2013年）- 許念祖 役
- 独身の行方2（單身男女2） （2014年）- 程子建 役
- 腐女子探偵★桂香（宅女偵探桂香） （2015年）- 阿哲 役
- 結婚迷走記 GO LALA GO（杜拉拉追婚記） （2015年）- 王偉 役
- Sの嵐（S風暴） （2016年）- 宋仁信 役
- （天生不對） （2018年）- 秦瑞 役
- Be with me/一緒にいて（車頂上的玄天上帝） （2023年）- 傅春山/日興 役

### CM
- 爽健美茶（2012年～2013年、台湾）
- Uniqlo Taiwan（2013年～、台湾）
- 花王 MEN's Bioré（2013年～2016年、台湾）
- 台湾啤酒（2014年）
- VOLVO（2015年、台湾）
- 御茶園（2016年、台湾）
- 新東陽（2017～2018年、台湾）
- 飛亜達（Fiyta）（2017年）

## 音楽活動

### アルバム
- Make A Wish 2005年10月19日 日本版発売
- 記得我愛你 / Remember...I Love You 2005年11月23日 日本版発売
- 我不是F4 / I'm not F4 2007年11月28日 日本版発売
- 深情痞子周渝民 / 仔仔精選 2001-2009 2009年5月8日（日本未発売）
- 呉建豪のアルバム《C’est La “V”》「DO IT」の中でラップを担当、2011年

## 書籍
- フォトエッセイ集 『流浪夢』　2005年3月3日　日本版発売 ISBN 4-7641-0549-7
- 写真集 『Vic Chou Taipei & Tokyo 4 faces』　2006年10月31日　日本版発売 ISBN 4-04-854056-4

## 受賞歴
- 2013年 第48屆金鐘奨 戲劇節目男主角獎

## 慈善活動
- 2022年 全聯佩樺圓夢社會福利基金會 「愛從1開始–學習障礙兒童助學計畫」[2]